# Lac Ritorto
Le lac Ritorto (Lago Ritorto en italien) est un petit lac de montagne situé dans la région du Trentin-Haut-Adige, région montagneuse des Dolomites au nord-est de l’Italie.

## Géographie
Le lac Ritorto est le plus grand lac du groupe des « Cinque Laghi » au-dessus de la station réputée de Madonna di Campiglio dans val Rendena. Il est alimenté par le rio del colarin  au cœur du cirque glaciaire du mont Ritorto.
Il est situé dans le parc naturel Adamello Brenta  qui constitue la plus grande aire protégée du Trentin,.

## Environnement

### Biotope
Le biotope du lac Ritorto est caractérisé par une zone humide et tourbeuse.

### Faune
La zone est composée d'espèces caractéristiques des Alpes telles que l'ours brun, le loup ou le lynx. Nous pouvons aussi retrouver de nombreuses espèces de mammifères et de rongeurs : le chevreuil, le cerf, le chamois, le mouflon, le bouquetin, le sanglier, la marmotte, la martre, l'écureuil, le blaireau, la belette, la fouine, le putois, la taupe, le renard, le lièvre, le loir ou encore le hérisson.
Parmi les oiseaux, on note la présence de l'aigle royal, le faucon pèlerin, le faucon, la buse, le faucon crécerelle, le vautour, le corbeau, le tétras lyre, le chevêche d'Athéna, la chouette effraie la perdrix blanche, le merle noir, le chocard à bec jaune la chouette hulotte, la perdrix bartavelle et le rouge-gorge familier.
Parmi les poissons, l'Omble chevalier est présent dans le lac Ritorto, et l'est plus généralement dans les lacs glaciaires de la région.

### Flore
La végétation est formée par des forêts, principalement de conifères : épicéa commun, sapin blanc, pin sylvestre, pin cembro et pin des montagnes.
De nombreuses fleurs composent la flore alpine : la campanule, le crocus, l'orchidée des Alpes[Lequel ?], l'œillet des Alpes, l'achillée des Alpes, certains types de gentianes comme la gentiane de Brenta.
À la suite des périodes de glaciation, certaines plantes d’origine sibérienne ont trouvé refuge à une altitude élevée dans les Alpes. C’est le cas de l'edelweiss et de la linnée boréale. Cependant, les lacs des Dolomites, et généralement ceux des Alpes, sont oligotrophes.

## Activités
- Randonnée : tour des cinq lacs de Campiglio[7].

## Accès
- Madonna di Campiglio ;
- Téléphérique « Cinque laghi ».